# جرج اتلی
جرج اتلی (به انگلیسی: George Utley) (زاده ۱۶ مه ۱۸۸۷ - درگذشته ۸ ژانویه ۱۹۶۶) بازیکن فوتبال اهل کشور انگلستان بود که سابقهٔ بازی در تیم ملی فوتبال انگلستان را در کارنامهٔ خود دارد. وی در تاریخ ۱۵ فوریه ۱۹۱۳ تنها بازی ملی خود را در مقابل تیم ملی فوتبال ایرلند انجام داد.

## زندگی حرفه‌ای
جرج در ۱۹۰۷ به باشگاه فوتبال بارنزلی پیوست.